# Hrabstwo Sublette
Hrabstwo Sublette (ang. Sublette County) – hrabstwo w stanie Wyoming w Stanach Zjednoczonych. Obszar całkowity hrabstwa obejmuje powierzchnię 4935,66 mil² (12 783,3 km²). Według szacunków United States Census Bureau w roku 2009 miało 8792 mieszkańców. Jego siedzibą administracyjną jest Pinedale.
Hrabstwo powstało w 1921 roku. Jego nazwa pochodzi od pioniera i trapera Williama Sublette'a.

## Miasta
- Big Piney
- Marbleton
- Pinedale

## CDP
- Bondurant
- Boulder
- Cora
- Daniel